# Oliver Frey
Oliver "Oli" Frey (/freɪ/; Zurique, 30 de junho de 1948 – 21 de agosto de 2022) foi um artista suíço, conhecido pelas suas ilustrações para livros e revistas, em especial para as revistas britânicas de computadores dos anos 1980, e pelos seus desenhos e banda desenhada erótica gay (sob o pseudónimo Zack), sobretudo para revistas pornográficas gay do Reino Unido, nas décadas de 1970 e 1980. 

## Vida
Frey nasceu em Zurique, na Suíça, no dia 30 de junho de 1948. A sua família mudou-se para a Grã-Bretanha em 1956, mas posteriormente regressou à Suíça. Durante os seus anos de estudos secundários na Suíça, Frey matriculou-se num curso por correspondência da American Famous Artists School.

## Carreira
Depois de seis meses no exército suíço e de abandonar a Universidade de Berna, Frey voltou para a Grã-Bretanha e iniciou um curso de dois anos na London Film School, ganhando a vida com trabalhos freelance, incluindo ilustrações de banda desenhada para a War Picture Library. Frey, enquanto criança, era fã da revista de banda desenhada The Eagle, e, já adulto, teve oportunidade de trabalhar para o seu ressurgimento nos anos 1980, desenhando a tira Dan Dare. Na década de 1970, criou ilustrações para a revista Look and Learn, da IPC Media, incluindo a tira The Trigan Empire. Foi contratado para recriar tiras de banda desenhada ao estilo da década de 1930 para as cenas de abertura do filme Superman (1978).
Do final da década de 1970 à década de 1980, Frey foi um prolífico criador de arte erótica gay, geralmente publicada sob o pseudónimo de Zack. Entre os seus trabalhos da época estão uma série de banda desenhada de "Rogue", um rapaz endiabrado, grande e musculado, para a HIM Magazine, uma revista gay mensal de pornografia masculina, publicada por ele e pelo seu parceiro Roger Kean, em conjunto com outros títulos do género. Também criou, editou e ilustrou várias edições da revista Man-to-Man e ilustrou doze números da HIM Libraries, as duas primeiras escritas por Kean, as restantes por vários autores que lhes enviaram manuscritos. A empresa foi alvo de uma rusga policial em 1981, e todas as publicações em armazém foram apreendidas e destruídas, ao abrigo das leis vigentes. Russell T. Davies, autor da série gay da TV britânica, Queer as Folk, elogiou o trabalho "The Street", de Oliver Frey, afirmando que havia influenciado muito a escrita da sua série televisiva. 
Quando Roger Kean e o seu irmão Franco fundaram a revista CRASH, em 1983, Frey passou a ser ilustrador da revista. Foi também ele que ilustrava as revistas Zzap! 64, Amtix e The Games Machine, gémeas da CRASH. Foi autor da banda desenhada para a história Terminal Man, escrita por Kelvin Gosnell, que foi serializada em CRASH e Zzap! 64 em 1984, e publicada como em livro de grande formato em 1988.
Durante o final dos anos 1990, Frey trabalhou como diretor da Thalamus Publishing, em Shropshire, uma editora especializada em títulos de referência ilustrados. A Thalamus Publishing entrou em liquidação em agosto de 2009. Frey e Kean formaram a Reckless Books, em Ludlow, especializando-se em literatura de ação e aventura para jovens adultos, e literatura histórica e gay para adultos.
Várias das capas que Frey concebeu para a Fleetway e a IPC da editora War Picture Libraries foram reproduzidas a partir do original em dois dos livros de David Roach, Aaargh! It's War, em 2007. Frey ilustrou mais de 16 livros sob o seu próprio nome e mais de 12 com o pseudónimo de Zack. A famosa revista de jogos de vídeo, Retro Gamer, encomendou uma capa a Frey. Em julho e agosto de 2014, algumas das suas obras eróticas gay foram incluídas numa exposição na Biblioteca Britânica, onde o autor foi entrevistado pelo romancista e repórter Rupert Smith.
Oliver Frey vendeu impressões e pinturas assinadas e trabalhou por encomenda.

## Vida pessoal e morte
Frey residiu com o seu marido, Roger Kean, no Reino Unido.
Morreu em 21 de agosto de 2022 devido a uma grave doença.